# Kahlig-Notation
Die Kahlig-Notation ist eine graphische Darstellung der Rechtsordnung mit den Mitteln der Rechtsinformatik.
Anstelle von abstrakten Gesetzestexten sollen die Zusammenhänge einzelner Rechtsnormen, vor allem bei einem Regel-Ausnahme-Verhältnis, bildlich dargestellt (visualisiert) werden. Um die Struktur der Rechtsordnung auch für Laien verständlich zu machen, sollen Juristen und Informatiker mit vereinten Kräften (viribus unitis) „Strukturen in den Gesetzestexten [aufzeigen] und sich weiterentwickelte Thesauren in Form von Ontologien etablieren.“
Die Kahlig-Notation ist nach dem österreichischen Ingenieur Wolfgang Kahlig benannt und wurde von ihm an verschiedenen Rechtstexten erprobt. Die dafür verwendete Methode C.O.N.T.E.N.T. (Crosslingual Ontologie for Network-Legistik by Text-Extended Normative Thesaurus) basiert auf dem digitalen „JA/NEIN“–Prinzip. Jeder Sachverhalt solle so dargestellt werden können, dass die sich aus diesem ergebende Frage nur zwei Antwortmöglichkeiten erlaubt, nämlich ob eine Rechtsfolge gilt oder nicht.